# Stearoyl-CoA desaturase-1
Stearoyl-CoA desaturase-1 (stêarôin-côenzym A đêzaturaza 1) là một trong những enzym phân bố ở mạng lưới nội chất của tế bào, xúc tác một trong các giai đoạn hình thành các axit béo không bão hòa đơn (monounsaturated fatty acids, viết tắt là MUFA) là thành phần chính của mô lipid trong cơ thể động vật, chủ yếu là ôlêat và palmitôlêat. Đây là một enzym chủ chốt trong quá trình sinh tổng hợp loại axit béo này, xúc tác khử chất D9-cis ở các cơ chất axyl-côenzymA béo.
Ở người, enzym này viết tắt là SCD1 được mã hoá bởi gen SCD1 (gen mã hóa Stearoyl-CoA desaturase1), định vị ở nhiễm sắc thể số 10. Hoạt động bất thường của gen SCD1 liên quan đến nhiều bệnh chuyển hóa như béo phì, thay đổi độ nhạy cảm với insulin, cũng liên quan đến quá trình  viêm và stress (căng thẳng). Ngoài ra cũng liên quan đến rối loạn chức năng gan, xơ vữa động mạch và viêm đại tràng đường ruột.

## Tổng quan

### Khái niệm
- Đêzaturaza (desaturase) là tên chung của một nhóm enzym xúc tác loại bỏ hai nguyên tử hydro từ phân tử MUFA, tạo ra một liên kết đôi C=C (carbon-carbon). Nhóm này cũng gọi là những chất khử bão hòa, được phân chia thành hai loại, phân biệt nhau nhờ kí hiệu đầu là Δ và Ω:

-     Delta (Δ) - chỉ ra liên kết C=C được tạo ra ở một vị trí cố định từ đầu carboxyl của axit béo.
-     Omega (Ω) - chỉ ra liên kết C=C được tạo ra ở một vị trí tính từ đầu metyl của axit béo. Ví dụ như "Ω-3-desaturase" tạo ra một liên kết đôi giữa nguyên tử carbon thứ ba và thứ tư từ đầu metyl, nghĩa là tạo ra một loại axit béo omega-3.
- Stearoyl-CoA Desaturase1 (từ đây viết tắt là SCD) thuộc loại delta, xúc tác hình thành liên kết đôi giữa nguyên tử carbon thứ chín và thứ mười từ đầu carboxyl, nên còn gọi là Δ-9-desaturase.

### Tên gen
Gen SCD còn có các tên gọi khác, như: SCD1 (có chữ số 1), FADS5, SCDOS, hSCD1, MSTP008, EC 1.14.19.1. Kích thước bản sao của gen này thay đổi từ 3.9 - 5.2 kbp, chỉ khác nhau về đuôi pôlyA sau quá trình gắn đuôi pôlyA hay pôly-ađênin hoá (polyadenlyation).
Ở người, gen SCD1 có lô-cut ở NSR số 10, nhưng lại có một gen mã hóa enzyme tương tự định vị trên nhiễm sắc thể số 4 và một bản sao giả (pseudogene) của gen này nằm trên nhiễm sắc thể số17.

## Cấu tạo

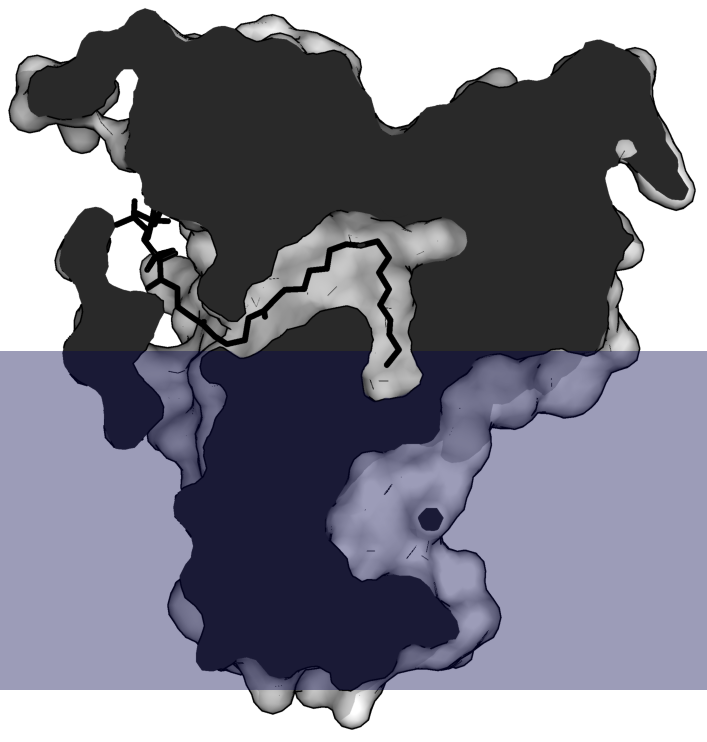
Hình 1: Vùng Stearoyl–CoA (màu đen) có cấu trúc xoắn ràng buộc với vùng kích hoạt của SCD, xác định liên kết bão hòa.

- SCD là chuỗi pôlypeptit có bốn miền xuyên màng. Cả hai tận cùng amino và carboxyl và tám vùng xúc tác histiđin, liên kết với Fe (sắt) ở trung tâm xúc tác của enzyme, nằm trong dịch nội bào (cytosol), còn năm vùng xystêin lại nằm trong lòng mạng lưới nội chất.[11] Vùng coenzyme của nó là Stearoyl–CoA liên kết với vùng kích hoạt (active site) của enzym này (hình 1). Vị trí liên kết với cơ chất (chất chịu tác động) khá dài, mảnh và kỵ nước.[12] Các nghiên cứu đã cho thấy enzyme SCD thực hiện phản ứng khử bão hòa (desaturation) bằng cách loại bỏ hydro đầu tiên ở vị trí C9 và sau đó là hydro thứ hai từ vị trí C-10.[13]
- Gen này đã được nghiên cứu trên nhiều loài động vật khác nhau, tuy chức năng giống nhau nhưng cấu tạo chi tiết khác nhau. Chẳng hạn, ở chuột  gen có kích thước khoảng 2 - 3 kbp và có tới 8 alen đột biến, tạo thành 92 kiểu hình khác nhau.[7] Các SCD ở nhiều loài khác nhau đã phát hiện bốn đồng phân là Scd1 đến Scd4, đã được xác định trên chuột; còn ở người chỉ có 2 đồng phân là Scd1 và Scd5 (MIM 608370, Uniprot Q86SK9). Đồng phân Scd1 có khoảng 85% số amino acid ở bốn đồng phân  của chuột; nhưng Scd5 (còn gọi là hSCD2) rất ít tương đồng với nhóm gặm nhấm và khá đặc trưng cho các loài linh trưởng.

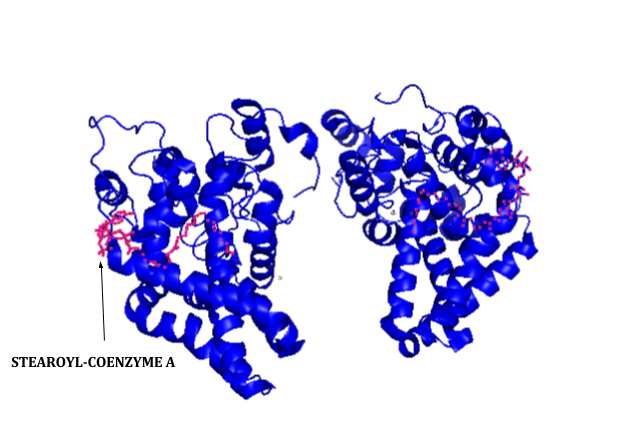
Hình 2: SCD có hoạt động sinh học như một nhị đa phân tử với phối tử chính. Trong hình "stearyl-CoA" (màu hồng) neo vào vị trí hoạt động

- SCD được bảo tồn cấu trúc trong tiến hoá các sinh vật nhân thực đã nghiên cứu, đưa liên kết đôi đầu tiên vào acyl-CoAs1. Vì các sản phẩm không bão hòa đơn của SCD là tiền chất quan trọng của phospholipid màng, este cholesterol và triglyceride, nên SCD là mấu chốt trong chuyển hóa axit béo. Ở chuột, các nghiên cứu qua X quang cho thấy một nếp gấp bao gồm bốn vòng xoắn xuyên màng được giới hạn bởi một miền tế bào học, và một con đường hợp lý để truy cập chất nền. Chuỗi axyl của stearoyl-CoA bị ràng buộc như là được đặt trong một "đường hầm" sâu trong tế bào. Trung tâm tác động có hình thoi được điều phối bởi một cấu trúc độc đáo có 8 - 9 vùng histidine liên kết với một trung tâm kim loại và cơ chế để kích hoạt oxy. Cấu trúc này cũng minh họa một tuyến đường khả dĩ để chuyển electron từ cytochrom b5 đến trung tâm diiron (2Fe). SCD1 có bốn vòng xoắn xuyên màng (TM1 - TM4) xếp theo hình nón với TM4 được "kẹp" giữa TM1 và TM2 (Hình 2). Tận cùng N- và C- của chuỗi nằm ở phía màng tế bào; TM2 và TM4 nhô khỏi màng khoảng ba vòng xoắn ốc và phối hợp cho vị trí hoạt động của vị trí kích hoạt.[14]

## Chức năng

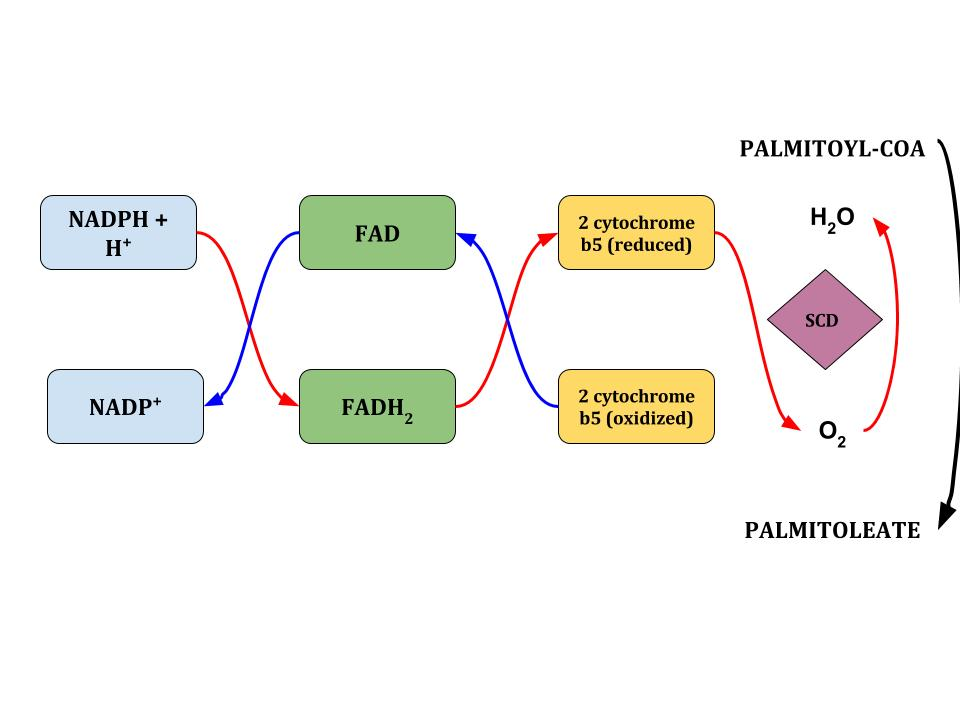
Hình 3: Ở thú, phản ứng của SCD-1 cần oxy phân tử, NAD(P)-cytochrom b5 reductase, cytochrom b5 dẫn dòng điện tử từ NADPH đến O_{2} cuối cùng nhận điện tử và giải phóng nước.

SCD xúc tác hình thành liên kết đôi giữa nguyên tử carbon thứ chín và thứ mười từ đầu carboxyl, nhờ enzyme có chứa Fe xúc tác một bước giới hạn tốc độ trong quá trình tổng hợp MUFA (axit béo không bão hòa). Sản phẩm chính của nó là axit ôlêic (tức tạo ra muối ôlêat của axit này), được hình thành do quá trình khử axit stearic. Tỷ lệ axit stearic so với axit oleic có liên quan đến sự điều hòa sự phát triển và biệt hóa của tế bào thông qua các tác động lên tính lưu động của màng tế bào và sự truyền tín hiệu. Về mặt chức năng sinh học, nó thuộc loại enzym oxidoreductase, quá trình oxy hóa của một cặp các chất cho dẫn đến khử O2 thành hai phân tử nước (hình 3).
Ở người có hai đồng phân (SCD1 và SCD5), còn ở chuột có bốn (SCD1 - SCD4). Chuột thiếu SCD1 lại không bị béo phì hoặc không bị tiểu đường mặc dù cho ăn chế độ rất nhiều chất béo và độ nhạy insulin = 5,6. Bởi vậy người ta hy vọng SCD1 là mục tiêu dược lý trong điều trị béo phì, tiểu đường và các bệnh chuyển hóa khác có liên quan.